# Sitting Bull

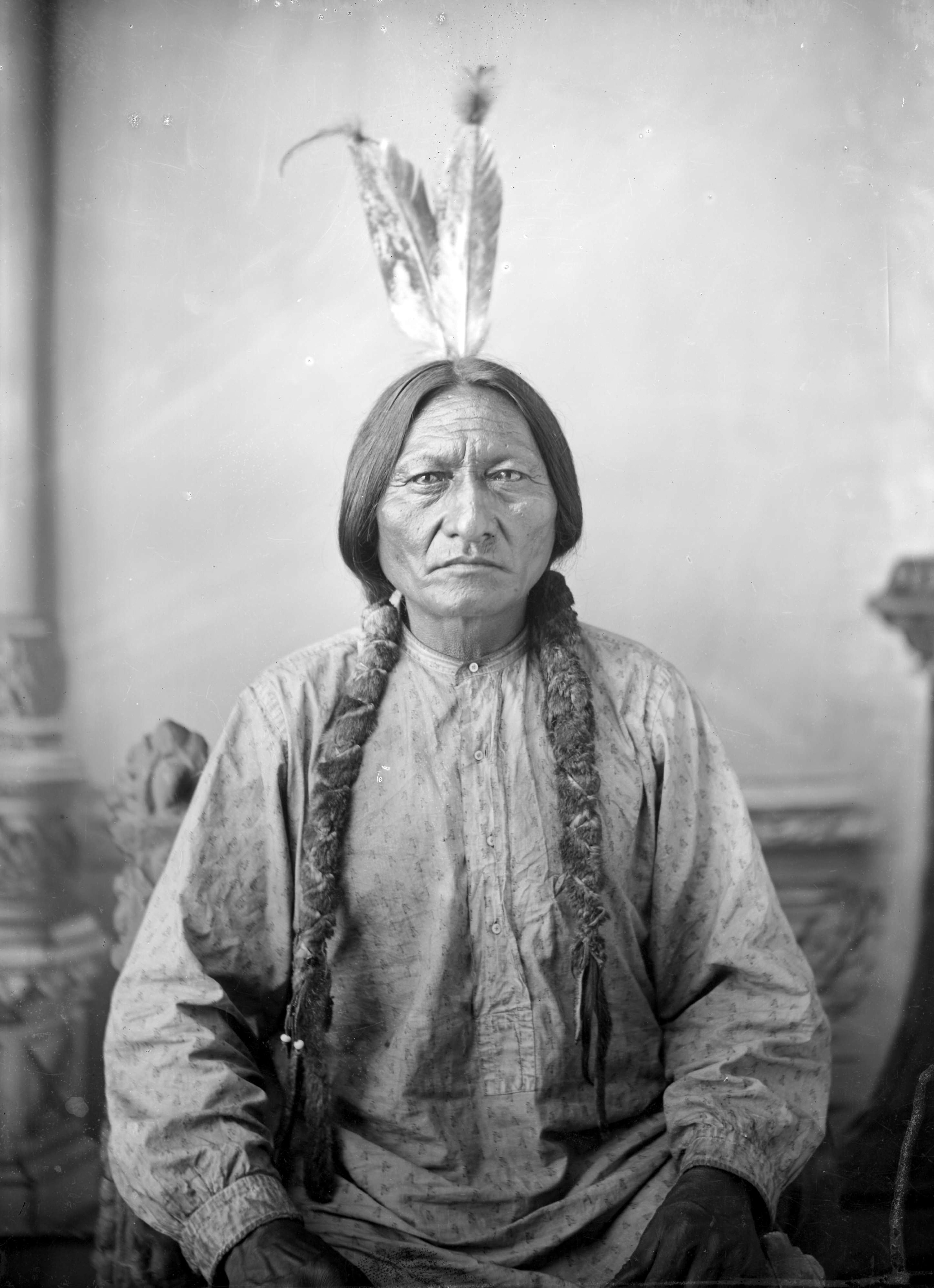
Sitting Bull im Dakota Territory, Originalfoto im Kabinettformat von D. F. Barry um 1883

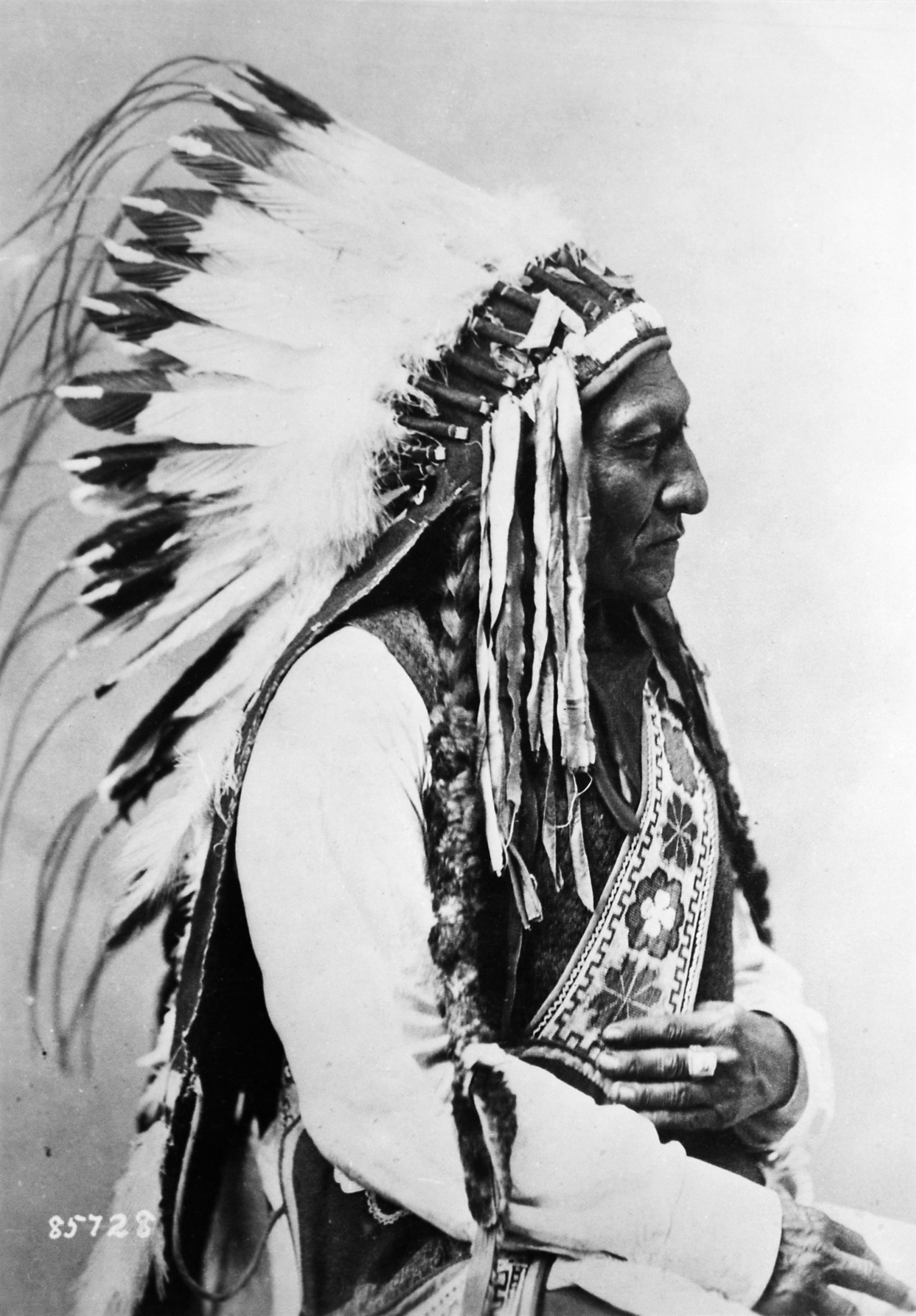
Sitting Bull (1885)

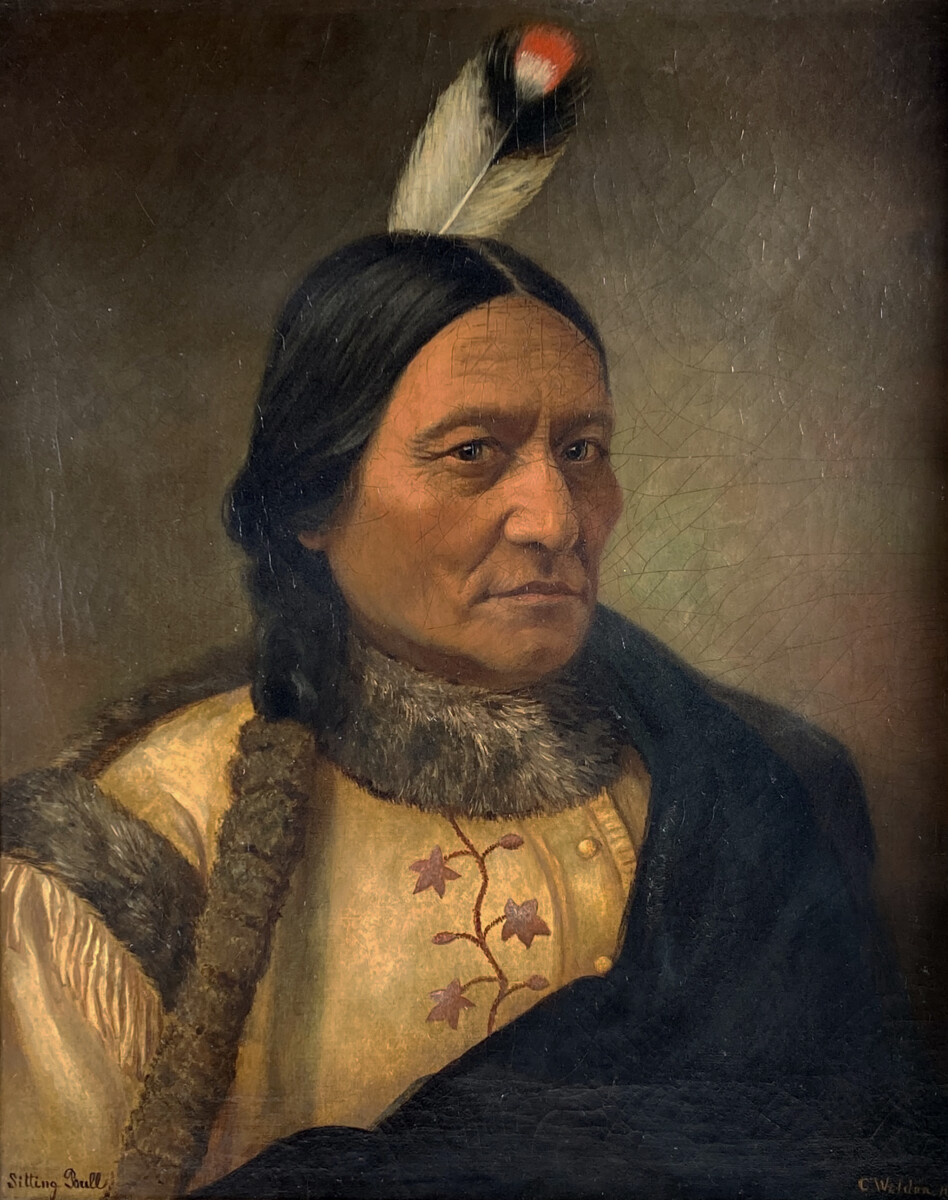
Sitting Bull (1890), Gemälde von Caroline Weldon

Sitting Bull (englisch für „Sitzender Bulle“, eigentlich Lakota Tȟatȟáŋka Íyotake ‚Sich setzender Bulle‘; * um 1831 am Grand River, South Dakota; † 15. Dezember 1890 in seinem Lager am Grand River in der Standing Rock Reservation, North Dakota) war Stammeshäuptling und Medizinmann der Hunkpapa-Lakota-Sioux. Als vor allem spiritueller Anführer leistete er jahrelangen Widerstand gegen die US-amerikanische Regierungspolitik. Nach der Niederschlagung der letzten militärischen Aufstände der indianischen Bevölkerung, zu denen er wesentlich beigetragen hatte, wurde er unter anderem durch Auftritte bei Wildwestshows bekannt und setzte sich für eine Versöhnung mit den ehemaligen Kriegsgegnern ein. 1890 wurde Sitting Bull bei einer versuchten Verhaftung von einem Reservationspolizisten erschossen.

## Leben

### Kindheit und Jugend
Aus einigen Quellen geht hervor, Sitting Bull sei 1831 am Grand River geboren. Sein Urenkel Ernie LaPointe hingegen schreibt in seiner Biographie über Sitting Bull, dass er am Yellowstone River unweit der Black Hills im heutigen Montana nahe Miles City geboren wurde. In seiner Kindheit trug Sitting Bull den Namen Jumping Badger („Springender Dachs“). Da er ein sehr ruhiger Junge war, der sehr bedacht handelte und diszipliniert war, wurde er von seinem Stamm Hunkesni, „der sich langsam bewegt“ genannt. Wie bei den Lakota üblich, wurde der junge Jumping Badger von seinem Onkel Four Horns großgezogen, dem Bruder seines Vaters Returns Again. Sein Onkel war Häuptling und sein Vater Medizinmann der Bad Bow Gruppe der Hunkpapa-Lakota. Somit waren beide angesehene Männer.
Im Alter von zehn Jahren erlegte er erstmals einen Bison und mit 14 Jahren erzielte Jumping Badger während eines Raubzuges gegen die Absarokee (Crow) seinen ersten Coup. Nach diesem Ereignis erhielt Jumping Badger seinen Namen „Tȟatȟáŋka Íyotake“ (Sitting Bull) von seinem Vater, der den Namen Jahre zuvor nach einer Vision angenommen hatte und sich von nun an Jumping Bull nannte. Bei einem weiteren Kampf gegen die Crow einige Jahre später verwundete eine Kugel Sitting Bulls linken Fuß. Diese Wunde verheilte nie richtig und so hinkte er bis zum Ende seines Lebens. Jedoch behinderte das Hinken ihn nicht als Krieger und Jäger und in den folgenden Jahren zählte er in Kämpfen gegen benachbarte Stämme wie die Crow, Flathead oder Assiniboine 69 Coups. Sitting Bull wurde ein Mitglied und später Führer der renommiertesten Kriegergesellschaft der Hunkpapa, der Strong Heart Society.

### Kampf gegen amerikanische Landnahme

#### Schlacht am Little Bighorn
Sitting Bull war ein wichtiger Anführer der Sioux-Indianer und forcierte deren Widerstand Ende des 19. Jahrhunderts gegen die Landnahme amerikanischer Siedler und deren militärische Unterstützung. Er war ein Medizinmann und auch einer der mächtigsten Kriegshäuptlinge der Sioux. In zuletzt genannter Funktion wurde er weltberühmt, vor allem durch sein Wirken bei der Schlacht am Little Bighorn von 1876.
An der strategischen Schlachtführung waren neben ihm auch weitere Kriegshäuptlinge beteiligt, wie beispielsweise Crazy Horse und Big Foot. Sie leiteten die Krieger der Stämme der Sioux, Cheyenne und Arapaho an, die vereint das 7. Kavallerie-Regiment unter Oberstleutnant George A. Custer am Little Big Horn vernichtend schlugen. Dies und der Tod Custers war die größte Niederlage der US-Armee während der Indianerkriege.
Sitting Bull nahm an der eigentlichen Schlacht nicht als aktiver Kämpfer teil, sondern wirkte nur vorab als heiliger Mann. So hat er einige Tage zuvor die Festlichkeiten zum Sonnentanz angeleitet, aus dem die an der Schlacht teilnehmenden Krieger ihre Kampfbereitschaft bezogen haben sollen.

#### Exil
Als die US-Armee als Antwort konzentrierte Strafexpeditionen gegen ihn und seine Leute durchführte, floh er mit etwa 2000 bis 3000 Gefolgsleuten nach Kanada und blieb dort im Exil, bis er freiwillig zurückkehrte und sich am 19. Juli 1881 in Fort Randall ergab. Die Lebensgrundlage seiner Nomadenkultur, die eng verbunden mit der Bisonjagd gewesen war, war durch Ausrottung der Bisons vernichtet worden.

### Weiteres Leben
Anschließend lebte er im Standing-Rock-Reservat. Im Jahre 1883 hielt Sitting Bull eine bedeutende Rede vor den Vertretern einer US-Regierungskommission.
1885 nahm er in der Wild-West-Show von Buffalo Bill in den USA und in Kanada als Statist teil. Ihm war dabei wegen mangelnder Englischkenntnisse und Vorspiegelung falscher Tatsachen nicht bewusst, dass es sich lediglich um eine Show handelte. Vielmehr glaubte er, auf diesem Wege (er hielt Ansprachen in Lakota) über die Verbrechen der Weißen an den Indianern aufklären zu können, und erhoffte sich davon ein Umdenken. Die Teilnahme an Buffalo Bills Europatournee lehnte er 1887 ab.
Den amerikanischen Behörden und spezifisch dem Agenten des Bureau of Indian Affairs, James McLaughlin, galt Sitting Bull weiter als Unruhestifter, weil er die weitere Verkleinerung des Reservats und das Ausbleiben vertraglich zugesicherter Lebensmittel und Materialien kritisierte. Außerdem hielt er an der indianischen Lebensweise fest und leitete als Vorbild seine Stammesgenossen dazu an. Als 1883 Gerüchte aufkamen, Sitting Bull wolle zum katholischen Christentum konvertieren, bestritt McLaughlin dies als haltlos.
Die amerikanische Presse stellte Sitting Bull grundsätzlich als feindlich gesinnten Indianer dar, der ein Unruhestifter sei und als Person alles verkörpere, was den Weißen an den Indianern missfiel. Weite Teile der Öffentlichkeit, vor allem aber des Militärs, hielten ihm zeit seines Lebens die Schlacht am Little Bighorn als Untat vor. Sie beurteilten sein damaliges Vorgehen als arglistig, hinterhältig und mordlustig. Zu jener Zeit gesellte sich die Indian-Rights-Aktivistin und Bürgerrechtlerin Caroline Weldon aus Brooklyn, New York, zu ihm, die ihm als Sekretärin, Dolmetscherin und Advokatin beistand. Sie zog 1889 mit ihrem jungen Sohn Christy in Sitting Bulls Lager am Grand River und teilte mit ihm und seiner Familie Haus und Herd.

### Tod und Bestattung

Der Mord an Sitting Bull: Bild von dem Oglala Amos Bad Heart Bull

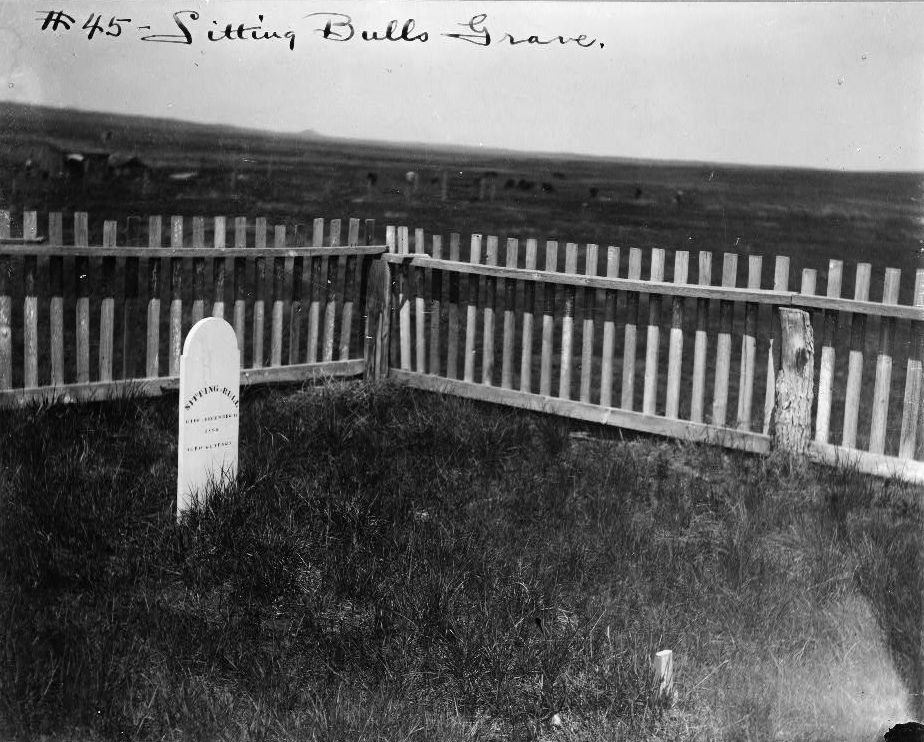
Sitting Bulls Grab (ca. 1906)

Als Sitting Bull die Geistertanz-Bewegung unter seinen Anhängern erneut förderte, sollte er von der indianischen Reservatspolizei festgenommen werden. Dieser widersetzte sich Sitting Bull, es versammelte sich eine Menschenmenge und es kam zu einer Schießerei, in deren Folge insgesamt 13 Indigene starben. Der Lakota-Historiker John Okute Sica schreibt über die Ermordung Sitting Bulls, basierend auf Stammesüberlieferungen, „den raffinierten Plan hierfür“ habe „der Indianerbeauftragte McLaughlin ersonnen, der später das Buch ‚Mein Freund, der Indianer‘ schreiben sollte... Noch seltsamer ist, dass es ein Stammesgenosse war, der ihn ermordete.“ Dieser sei Leutnant Bull Head gewesen, der Chef der Stammespolizei. „Der Leutnant zog seinen Revolver, presste ihn Sitting Bull in die Seite und betätigte den Abzug. Der Häuptling sank zu Boden. Ein zweiter Schuss fiel. Dies geschah so schnell nach dem ersten, dass beide kaum auseinanderzuhalten waren. Der Leutnant stürzte tödlich getroffen zu Boden.“ Laut John Okute Sica sei es wahrscheinlich, dass Seizing Bear den Mörder von Sitting Bull gleich darauf erschossen habe. Laut Robert M. Utley habe ein zweiter Schuss Sitting Bull getroffen, der von dem Stammespolizisten Red Tomahawk abgefeuert worden sei.
Der Leichnam von Sitting Bull wurde nach Fort Yates gebracht und ohne jede Zeremonie an einer abgelegenen Stelle (in a deserted corner) des dortigen Militärfriedhofs beigesetzt, wobei am Grab eine Wache aufgestellt wurde, die Versuche, sich des Leichnams zu bemächtigen, verhindern sollte. Gleichwohl kursierten gleich nach seinem Tod Gerüchte, dass sein Körper nicht begraben worden sei, sondern sich in den Händen von Chirurgen befände, die das Skelett zur Aufbewahrung in einer staatlichen Sammlung präparieren wollten. Ein seiner Zeit populärer Prediger aus Boston, W. H. H. Murray, trat bereits zwei Wochen nach dem Tod Sitting Bulls dafür ein, dessen Grab mit einem Gedenkstein (memorial stone) zu markieren. Offenbar ohne Erfolg: 1899 wird von einem vernachlässigten Erdhügel und einem zerbrochenen Brett (broken headboard) mit der Inschrift No. 54. Sitting Bull, Indian berichtet, der die Stelle bezeichne, wo die sterblichen Überreste des großen Sioux-Medizinmannes (great Sioux medicine man) bestattet seien. Ein Großteil des besagten Inschriftenbretts sei bereits, so heißt es weiter, von Trophäenjägern (relic hunters) weggeschnitten worden. Ein handschriftlich mit #45 – Sitting Bulls Grave bezeichnetes Foto von ca. 1906 zeigt eine steinerne Gedenktafel in einem mit einem einfachen Holzzaun eingefriedeten Bereich. 1922 ließ der Fort Yates Commercial Club (zugleich mit anderen für den Ort attraktivitätssteigernden Maßnahmen) das am Grab Sitting Bulls befindliche Unkraut beseitigen. Heute ist die Grabstätte durch eine Gedenktafel an einem auf einem quadratischen Sockel befindlichen Felsen markiert. 1953 hatten einige Lakota hier eine Exhumierung vorgenommen und in der Nähe von dessen Geburtsort bei Mobridge (South Dakota) ein neues Grab mit einer von Korczak Ziolkowski gestalteten Gedenkstele geschaffen. Ob dabei tatsächlich die sterblichen Überreste Sitting Bulls überführt wurden, wird allerdings auch angezweifelt. Aufgrund des Native American Graves Protection and Repatriation Act (NAGPRA) von 1990 wurde im Jahr 2007 eine Haarlocke und ein Paar Leggins von Sitting Bull an dessen Urenkel zurückgegeben. Die Locke hatte der Militärarzt in Fort Yates, Dr. Deeble, dem Toten vor dessen Beisetzung als „Souvenir“ abgeschnitten und 1896 zusammen mit dessen Leggins dem Smithsonian Institut als Dauerleihgabe vermacht.

## Familienverhältnisse
- Eltern:

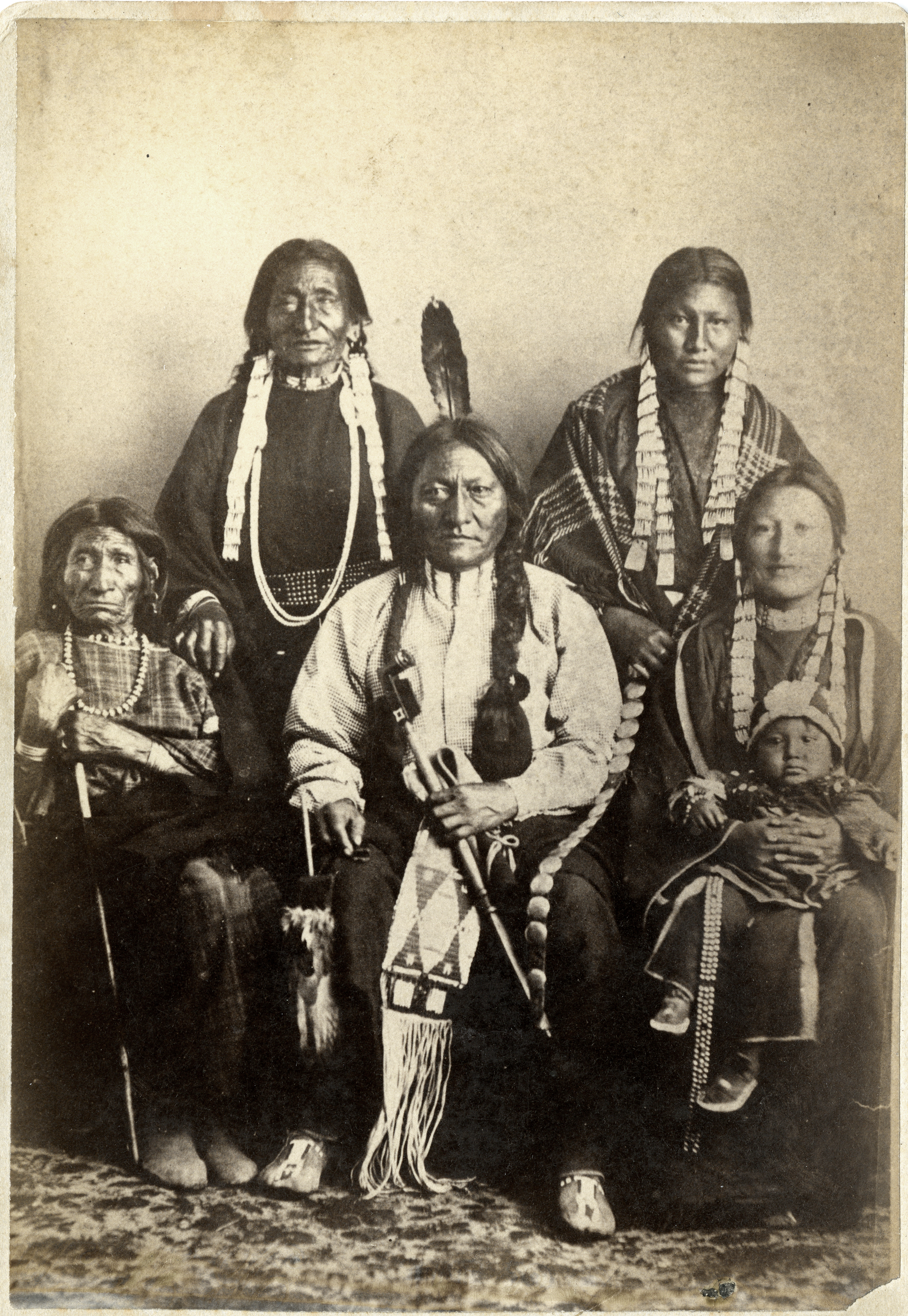
1881: Vorne Mitte Sitting Bull; hinten links/rechts Schwester Good Feather Woman / Tochter Walks Looking, vorne links/rechts Mutter Her Holy Door / Tochter Many Horses mit Sohn Courting a Woman

  1. Vater: Returns Again / Sitting Bull I (ca. 1801–1859)
  2. Mutter: Her-Holy-Door (1808–1884), Arikara / Ree (?)

  - Geschwister:

  1. Good Feather Woman / Wiyaka Wastewiŋ (1827–1886?)
  2. Twin Woman & Brown Shawl Woman (Zwillinge, ca. 1838–1871?)
  3. Fool Dog (Halbbruder, Ree-Hunkpapa)

  - Ehefrauen:

  1. Light Hair (ca. 1833–1857)
  2. Snow-On-her (ca. 1835–1917)[17][18][19] & Red Woman (1840–1871)
  3. Four Robes (ca. 1848–1929) & Seen-By-Her-Nation (ca. 1837–1897 / Schwestern)

  - Kinder:

  1. One Bull (eigentlich Neffe, nach Ernie LaPointe (Enkel) Verräter von Sitting Bull bei seinem Tod, ca. 1853–1923)
  2. Many Horses (Tochter, 1865–1897)
  3. Walks Looking (adoptierte Tochter, 1868–1887)
  4. Lodge In Sight (Tochter, 1876–1898)
  5. Runs-Away-From / William / Theodore (Zwillinge?, 1879–1909)
  6. Crow Foot (Sohn, 1875–1890)
  7. Standing Holy / Mary Sitting Bull (Tochter, 1878–1927)
  8. zwei Stiefsöhne und weitere Kinder, die früh starben

## Gedenken
Während Sitting Bull in der weißen amerikanischen Bevölkerung zeitlebens als Unruhestifter und Feind wahrgenommen wurde, änderte sich dies im Laufe der Jahre und er wurde eher als Symbolfigur und Widerstandskämpfer gegen die Vernichtung oder Entrechtung der amerikanischen Ureinwohner gesehen. 1989 brachte der United States Postal Service eine Serie der großen Amerikaner heraus und Sitting Bull zierte in dieser die 28¢-Marke. Das 1973 gegründete Standing Rock Community College (SRCC) in Fort Yates wurde 1996 zu Ehren Sitting Bulls in Sitting Bull College (SBC) umbenannt.

## Verfilmung
- Die Schlacht am Little Bighorn diente als Grundlage des fiktionalen Films Das letzte Gefecht (1954).
- Der Film Buffalo Bill und die Indianer (1976) zeigt einen weltklugen Sitting Bull, der als einziger den Aufschneider Buffalo Bill und seine erfundenen Lügenmärchen vom Wilden Westen bloßstellt.
- Der Tod und das Massaker von Wounded Knee wurden unter anderem in der sechsteiligen Miniserie Into the West – In den Westen (2005) thematisiert.
- Im Film Begrabt mein Herz an der Biegung des Flusses  (2007) wird u. a. die Rolle Sitting Bulls zwischen der Schlacht am Little Bighorn bis zu seinem Tod kurz vor dem Massaker von Wounded Knee dargestellt.
- Im Film Die Frau, die vorausgeht (2017) reist eine Frau (gespielt von Jessica Chastain) im Jahre 1889 alleine in ein Reservat, um dort Häuptling Sitting Bull zu malen.[22]